# 1948 في تونس
فيما يلي قوائم الأحداث التي وقعت خلال عام 1948 في تونس.